# 茹太素
茹太素（14世纪？—1389年），中書省晉寧路澤州（今山西晋城）人。明朝政治人物。

## 生平
洪武三年，鄉試中舉，任監察御史。洪武六年，改任四川按察使，洪武七年五月成為刑部侍郎，後任刑部主事。每次上奏章动辄七八千字，且語意艱澀，每次朱元璋看奏章時，就顯得很不耐煩。洪武八年（1375年）十二月，朱元璋懶得看他的奏章，就叫中書郎王敏唸給他聽，讀到一萬六千五百字，還沒聽出個所以然來，朱元璋大怒曰：“虛詞失實、巧文亂真，朕甚厭之。”后將茹太素痛打一頓，但在得知奏章全文后还是采纳其中四条建议。
洪武十年，出为浙江参政。洪武十六年（1383年）八月乙酉，以茹太素为刑部都官部主事寻升试郎中。洪武十八年，升為户部尚书。有一次朱元璋赐酒給太素，曰：“金杯同汝飲，白刃不相饒。”太素对曰：“丹誠圖報國，不避聖心焦。”未幾，貶為御史。後因詹徽事戴脚镣上班。不久因事连坐而死。